# Populationsgenetik
Populationsgenetiken föddes mellan 1920 och 1930 och grundarna var J.B.S. Haldane, Sewall Wright och R.A. Fisher. Populationsgenetiken är en sammanslagning av Gregor Mendels genetik och Charles Darwins teori om det naturliga urvalet och la grunden för den moderna evolutionära syntesen.
Inom populationsgenetik studerar man hur den genetiska sammansättningen av en population förändras över tid, förekomst av allelfrekvenser och genotypfrekvenser som är direkt associerade med individernas fenotyp.
Populationsgenetiska modeller arbetar med ett eller några fåtal loci där den genotypiska skillnaden direkt uttrycks i fenotypisk skillnad. Dessa modeller fungerar inte när man arbetar med många loci där varje har en liten additiv verkan på fenotypen som istället studeras med kvantitativ genetik.
Populationsgenetik kan appliceras på en rad olika områden inom biologi som t.ex. evolutionsforskning och inom bevarandebiologi.

## Hardy-Weinbergs lag
Hardy-Weinbergs lag är en matematisk modell och utvecklades av den brittiska matematikern Godfrey H. Hardy samt den tyska läkaren Wilhelm Weinberg. Det är en av de enklaste populationsgenetiska modellerna där man förutsätter att en population är oändligt stor och att det sker slumpartad parning (alla kan para sig med alla). Man förutsätter också att processerna genetisk drift, migration, mutation och selektion saknas vilket betyder att ingen evolution kan ske. En population som befinner sig under dessa förutsättningar sägs vara i Hardy-Weinberg jämvikt och allelfrekvenserna i genpoolen kommer inte att förändras över tid.
Om allelerna A och a befinner sig i ett locus så kan genotypfrekvenserna av (AA,Aa,aa) efter en generations slumpmässig parning beräknas med hjälp av ekvationen:
{\displaystyle p^{2}+2pq+q^{2}=1}
där p är A allelens frekvens och q är frekvensen av a allelen. Det vill säga frekvensen av genotypen AA är {\displaystyle p^{2}}, frekvensen av genotypen Aa är 2pq och frekvensen av genotypen aa är {\displaystyle q^{2}}.

## De fyra evolutionära processerna

### Naturligt urval
Det naturliga urvalet eller selektion är en process där gynnsamma ärftliga egenskaper som påverkar reproduktiv framgång och överlevnad ökar i populationen över tid. Det naturliga urvalet är den huvudsakliga kraften bakom skiftningar i allelfrekvenser inom stora populationer. Till skillnad mot en population i Hardy-Weinberg-jämvikt så har alla genotyper i en population som utsätts för selektion inte samma chans att överleva och föröka sig.
Selektionen verkar på en organisms fenotyp men svaret på selektionen från organismen sker på genotypnivå. Selektion kan över tid skapa adaptationer (anpassningar) som gör organismen bättre lämpad för miljön den befinner sig i.
Fitness är ett begrepp som används för att beskriva en individs ökade reproduktiva framgång och överlevnad. Den selektiva skillnaden på individers olika genotyper beror på två stycken komponenter från organismens livshistoria, livskraftighet och fertilitet.
Livskraftigheten beskriver sannolikheten att individen når reproduktiv ålder och fertiliteten beskriver det genomsnittliga antal avkommor för varje individ som når reproduktiv ålder för en särskild genotyp.
Den absoluta fitnessen w är det förväntade antalet avkommor från varje genotyp och kan räknas ut genom att multiplicera livskraftigheten v med fertiliteten f
v ∙ f = w
För att räkna på selektion använder man dock oftast relativ fitness som är kvoten av absolut fitness. Om man tänker sig de tre genotyperna AA,Aa,aa där AA har högst absolut fitness så räknar man ut den relativa fitnessen genom att dividera den absoluta fitnessen för vardera genotyp med den genotyp som har högst absolut fitness.  
I det här fallet blir 
{\displaystyle {\text{Relativ fitness}}={\frac {w_{xx}}{w_{AA}}}}
Där {\displaystyle w_{xx}} är en av de tre olika genotyperna.
Med hjälp av den uträknade fitnessen kan man sedan gå vidare och räkna på hur selektionen förändrar allelfrekvenser. Det enklaste exemplet är selektion på ett locus med två alleler.
Här antar man att alla andra kriterier för Hardy-Weinberg jämvikt uppfylls förutom avsaknad av selektion.
Frekvenserna av genotyperna AA,Aa,aa efter en generation under selektion :
| Genotyp | Zygotfrekvens         | Relativ fitness        | Frekvens efter selektion                         |
| ------- | --------------------- | ---------------------- | ------------------------------------------------ |
| AA      | {\displaystyle p^{2}} | {\displaystyle w_{AA}} | {\displaystyle {\frac {(p^{2}\cdot w_{AA})}{w}}} |
| Aa      | {\displaystyle 2pq}   | {\displaystyle w_{Aa}} | {\displaystyle {\frac {(2pq\cdot w_{Aa})}{w}}}   |
| aa      | {\displaystyle q^{2}} | {\displaystyle w_{aa}} | {\displaystyle {\frac {(q^{2}\cdot w_{aa})}{w}}} |

w används för att normalisera frekvenserna efter selektion så att de kan summeras till 1.
För Hela populationen blir fitness {\displaystyle {\bar {w}}=p^{2}\cdot w_{AA}+2pq\cdot w_{Aa}+q_{aa}^{2}}
Frekvensen av enskilda alleler efter en generation under selektion kan också räknas ut. För allel A
{\displaystyle p^{\prime }={\frac {(p^{2}\cdot w_{AA}+pq\cdot w_{Aa})}{\bar {w}}}}
Man kan också skatta selektionens förändring av allelfrekvenserna från en generation till nästa
Δ{\displaystyle p={\frac {pq}{\bar {w}}}\cdot (p\cdot (w_{AA}-w_{Aa})+q\cdot (W_{Aa}-W_{aa}))}

### Mutation
En mutation är en förändring i båda eller i den ena DNA strängen. Mutationer skapar den genetiska variationen som kan observeras inom populationer och gör evolutionen möjlig.
Mutationer kan också motverka evolutionen, om de sker för ofta så kommer inte tillräckligt många av de anpassade generna föras vidare oförändrade till nästa generation och sker de för sällan så kommer det att resultera i minskad variation för selektionen att verka på.
Mutationer och selektion verkar oftast åt motsatt håll. Det beror på att de flesta mutationer antingen är skadliga eller selektivt neutrala, medan selektionen verkar genom att minimera antalet skadliga mutationer genom att fördelaktiga alleler selekteras för. En balans mellan dessa processer uppstår oftast inom naturliga populationer där nya mutationer kompenserar för dem som har selekterats bort.

### Genflöde
Genflöde är utbytet av gener mellan populationer som består av samma art och sker genom migration. Genflöde ökar ofta den genetiska variationen inom en population men gör samtidigt de populationerna som utbyter gener mer lika varandra. Populationerna som utbyter gener behöver inte leva under samma förutsättningar eftersom det naturliga urvalet verkar på olika egenskaper vid olika platser. Det kan t.ex. bero på skillnad i miljön eller ett annat predationstryck. Genflöde kan då skapa missanpassningar (en: maladaptations) då alleler från den ena populationen som är anpassade för en miljö introduceras i den andra populationen som lever i en annan miljö. Med genflöde så kan även fördelaktiga alleler introduceras till geografiskt isolerade populationer. 
Effekterna av genflöde mellan de två subpopulationerna A och B kan beräknas enligt följande modell
{\displaystyle q_{A}^{\prime }=(1-m)\cdot q_{A}+m\cdot q_{B}}
{\displaystyle q_{B}^{\prime }=m\cdot q_{A}+(1-m)\cdot q_{B}}
Storleken på båda subpopulationerna är densamma och m är proportionen av individer som reproducerar sig i den ena subpopulationen men är född i den andra. q är allelfrekvenserna inom subpopulationerna.

### Genetisk drift
Genetisk drift är en stokastisk förändring i en populations allelfrekvenser från en generation till en annan. Driftens förändring av allelfrekvenser beror alltså inte på att allelfrekvenserna ger organismen högre eller lägre fitness, driften är istället ett urvalsfel där alleler kan gå förlorade eller fixeras bara av ren slump, vilket gör att genetisk variation går förlorad.
Inom små populationer är driften ofta extra stark, dessa små populationer kan uppstå genom olika processer som till exempel grundareffekten där populationen består av ett litet antal individer från en större population eller genom en så kallad genetisk flaskhals där en stor population har genomgått en temporär reduktion.
Fisher-wright modellen är en modell som arbetar med effekterna av driftens binomiala urval på små populationer. Modellen ger en sannolikhet för det möjliga antalet alleler i nästa generation.
{\displaystyle P=\left({\frac {2N}{k!\cdot (2N-k)!}}\right)\cdot p^{k}\cdot q^{2N-k}}
Vid varje autosomala locus finns det exakt 2N alleler, i av dessa alleler är A och de kvarvarande 2N-i är a. Allelfrekvensen för A=p och för a=q.
Frekvensen av allel A= p.
P(k׀i) är sannolikheten att det kommer att finnas exakt k antalet kopior av A i nästa generation givet att det mellan föräldrarna finns exakt i kopior.
! står för fakulteten.

## Evolution av populationer
En minskad genetisk variation inom populationer gör att de får svårare att svara på selektion om något i miljön skulle förändras. Det finns många processer som kan minska den genetiska sammansättningen i en population och storleken av populationen har en stor betydelse för hur den kommer att klara sig i en förändrad miljö. En rent teoretisk förutsägelse av Burger och Lynch(1995) säger att en population som har en effektiv populationsstorlek som är mindre än 1000 individer har större sannolikhet att dö ut i en förändrad miljö eftersom de har svårare att anpassa sig än en större population med mer genetisk variation.
Evolutionen av populationer påverkas av antalet alleler som finns inom populationen men även av heterozygositeten. Antalet olika alleler är det som styr populationens förmåga att svara på selektion över tid medan heterozygositeten är en god skattning på hur populationen fortfarande kan genomgå evolution vid en reduktion av den genetiska variationen när den utsätts för t.ex. en genetisk flaskhals.